# Константин Бруміді
Константин Бруміді (грец. Κωνσταντίνος Μπρουμίδης, Константинос Брумідіс) — греко-італійський художник XIX ст., що емігрував у Сполучені Штати. Представник академізму і необароко, портретист, майстер релігійного живопису.

## Батьки
Майбутній художник мав грецьке походження. Батько, Ставрос Брумідіс, перебрався з Греції до Риму. Заробляв на життя утриманням закусочної. В Римі одружився з італійкою. Анна Бранчині і стала матір'ю майбутнього художника.

## Ранні роки в Римі
Хлопчик з греко-італійської родини рано виявив художні здібності. У віці 13 років його зарахували на навчання у римську Академію Святого Луки. Його навчання тривало довгий час і згодом від професійно опанував техніку фрески, декоративний живопис, але не надто відрізнявся від решти академічних учнів. Його твори не виходили за межі академічних вправ з їх безкінечними античними героями та численними алегоріями.
На нього звернули увагу римські аристократи. Серед його меценатів була і родина Торлонія. Все це було своєрідним іспитом перед замовою папи римського Григорія XVI, котрий довірив молодому митцю створити декоративні стінописи на цей раз у самому Ватикані, бо його творчість не несла сміливих ідей і не відрізнялась стилістично від решти другорядних митців-декораторів XVIII чи XIX ст., котрих просто штампували різні другорядні художні академії. Бруміді працював над декоративними стінописами у Ватикані майже три роки.

## Еміграція у США
1849 року Рим вкотре був захоплений вояками Франції. Тікаючи від безладу війни у Римі, Константин Бруміді вирішив емігрувати у Сполучені Штати. Художник оселився у жвавому та бурхливо діловому місті Нью-Йорк. Це надавало можливості відносно швидко знаходити замови на створення портретів та релігійного живопису. І він почав працювати як релігійний художник-католик. Серед творів цього початкового періоду — «Розп'ятий Христос» для церкви Святого Стефана, «Мучеництво Святого Стефана» та «Вознесіння Діви Марії» для тієї ж церкви. Працюватиме він не тільки у Нью-Йорку. Серед творів цього періоду також біблійні фрески в каплиці Тейлора (Taylor's Chapel), штат Меріленд, Балтимор.
В Меріленді зберіглася також привітна споруда Салеоуд, де в пошуках заробітку попрацювали художники Константин Бруміді та Філіппо Кастаджині. Там створені декоративні стінописи у вестибюлі та коридорі. Стінописи у столичному Капітолії створювали частинами, тому Бруміді та Кастаджині ставали (аби заробити) мандрівними майстрами як в старовину. Декор там був створений після 1866 року.
Він прилаштувався працювати у протестантському оточенні США і через декотрий період (у 1852 році) отримав там громадянство. Католик за віросповіданням, він був запрошений на працю у столичний Мехіко сусідньої католицької країни, де створив «Святу Трійцю» для катедрального собору міста.
Під час повернення з Мехіко до Нью-Йорка Константин Бруміді завітав у Вашингтон. В Сполучених Штатах тривала громадянська війна, але йшло будівництво державних споруд в стилістиці пізнього класицизму.
Аби довести власну значущість у новій для нього країні, він сам запропонував адміністрації столичного Капітолія створити там стінописи. Незважаючи на громадянську війну у Сполучених Штатах, в столичному Вашингтоні закінчували будівництво велетенського, пафосного Капітолію, що дивував західноєвропейських емігрантів (з Італії та Франції) помпезністю та холодністю довгих і монотонних коридорів, порожніх, нічим не прикрашених стін. Попрацювати в пафосному Капітолію і зажадав колишній римський художник-декоратор Константин Бруміді.
Пропозиція художника знайшла відгук у господарчому відділку закладу, його прийняв генерал-квартирмейстер Монтгомері Мейгз. Первісно йому довірили створити стінописи у Залі засідань сільськогосподарського департаменту США. Його первісна платня була вісім долярів на день (тобто близько 240 долярів на один місяць.) Стіни зали засідань після декорування художника трохи втрачали непривітність і холодність. Художник з огляду на військову пору навіть отримав військове звання капітана кавалерії. Його новий керівник Джефферсон Девіс, тодішній військовий секретар Сполучених Штатів, підняв Бруміді-капітану зарплатню до десяти долярів на день.
Перед митцем постала проблема сворення програми нових стінописів в офіційному закладі, небачених (і не дуже потрібних) у протестантській країні, де не було розвиненої традиції стінописів, як в католицьких країнах. Бруміді не вигадав нічого нового в програмі декору, як звернутися до численних алегорій та фігур-портретів державних діячів Сполучених Штатів, що прив'язувало стінописи до місцевих реалій.

## Апофеоз Джорджа Вашингтона

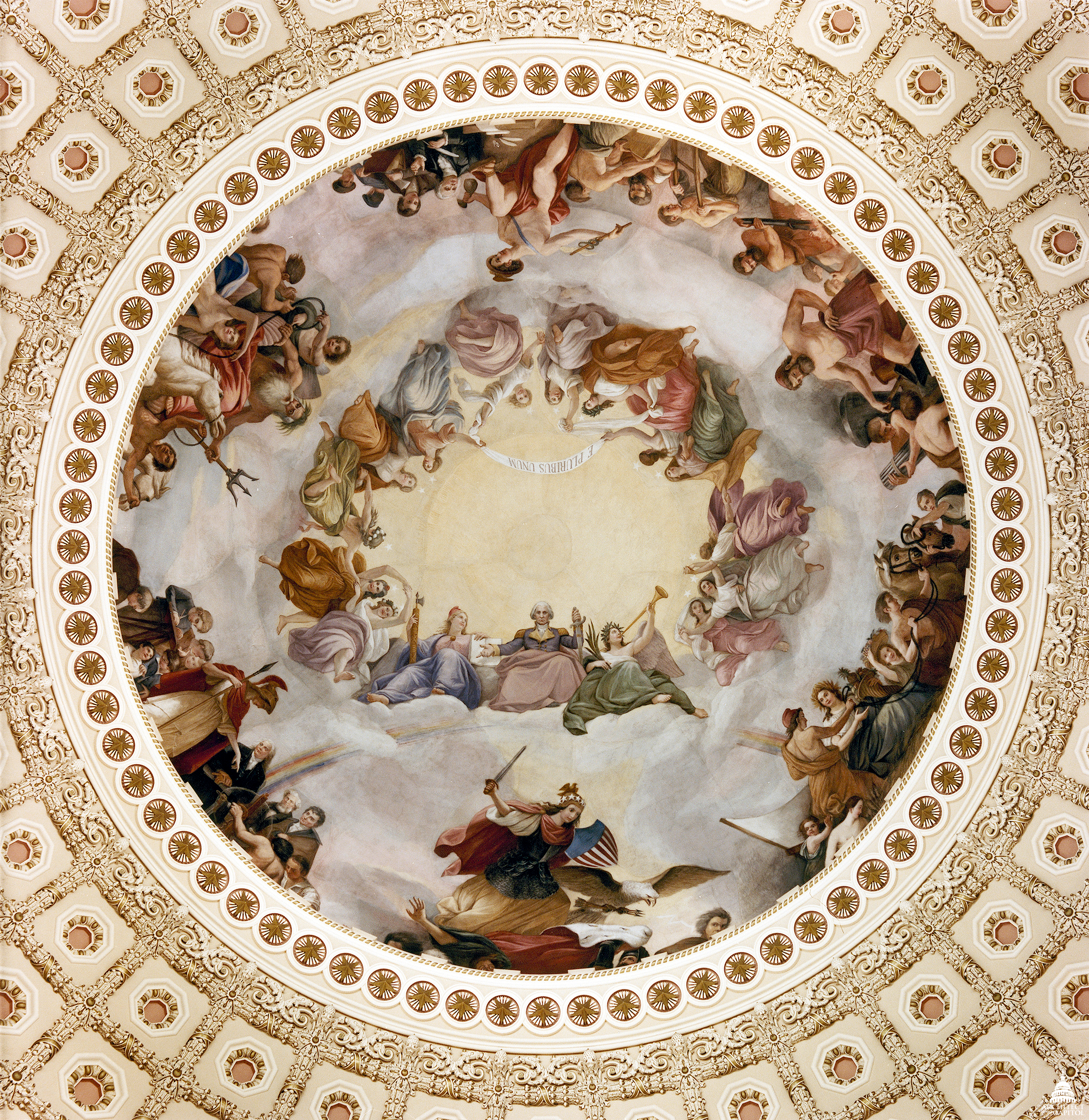
Загальний вигляд розписів Бруміді у Ротонді

Всі переваги професійної художньої підготовки Константина Бруміді і вся його обмеженість як скромно обдарованої особи відбилися у розписах куполу Ротонди Капітолія з назвою «Апофеоз Джорджа Вашингтона». Художник подав першого президента Сполучених Штатів (давно на той час померлого) як нового небожителя. Цей статус в римському бароковому живопису мали хіба що боги давньогрецького чи давньоримського пантеону. Джордж Вашингтон воссідав на хмарках в оточенні численних жінок-алегорій. Ці жінки слугували уособленням американських колоній (майбутніх штатів), що підтримали зусилля Джорджа Вашингтона по створенню незалежних Сполучених Штатів. Але історична правда полягала в тому, що далеко не всі колонії підтримали тоді Вашингтона. Аби не йти проти історичної правди, Константин Бруміді повернув до глядачів обличчями Вашингтона та численних жінок-алегорій, що його підтримали та подав спинами тих алегорій-колоній, що Вашингтона не підтримали. Серед зображень були як реальні історичні постаті (Христофор Колумб, католицький священик Бартоломе де Лас Касас, Роберт Фултон), так і боги римського пантеону (богиня війни Беллона, Афіна, богиня мудрості, вісник богів Меркурій тощо.) Охочим досі є що розглянути в Ротонді Капітолія.

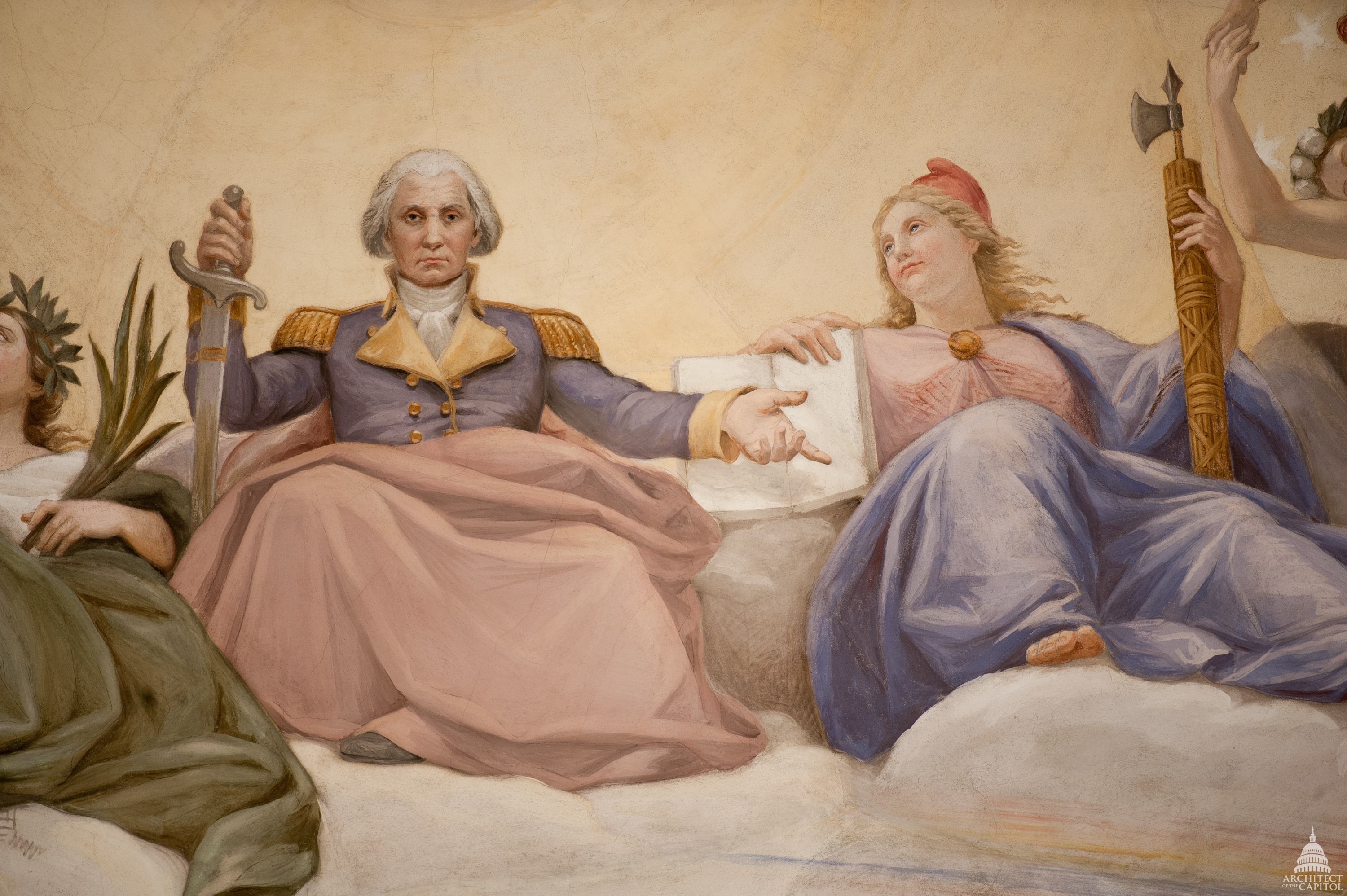
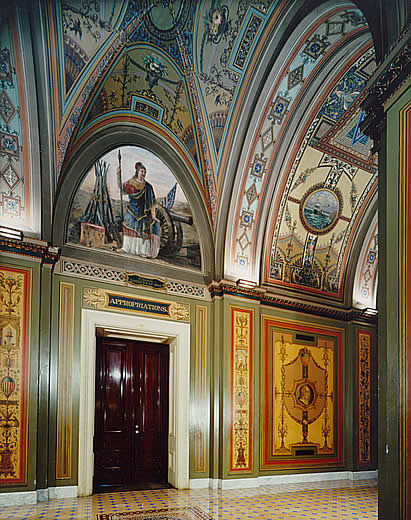
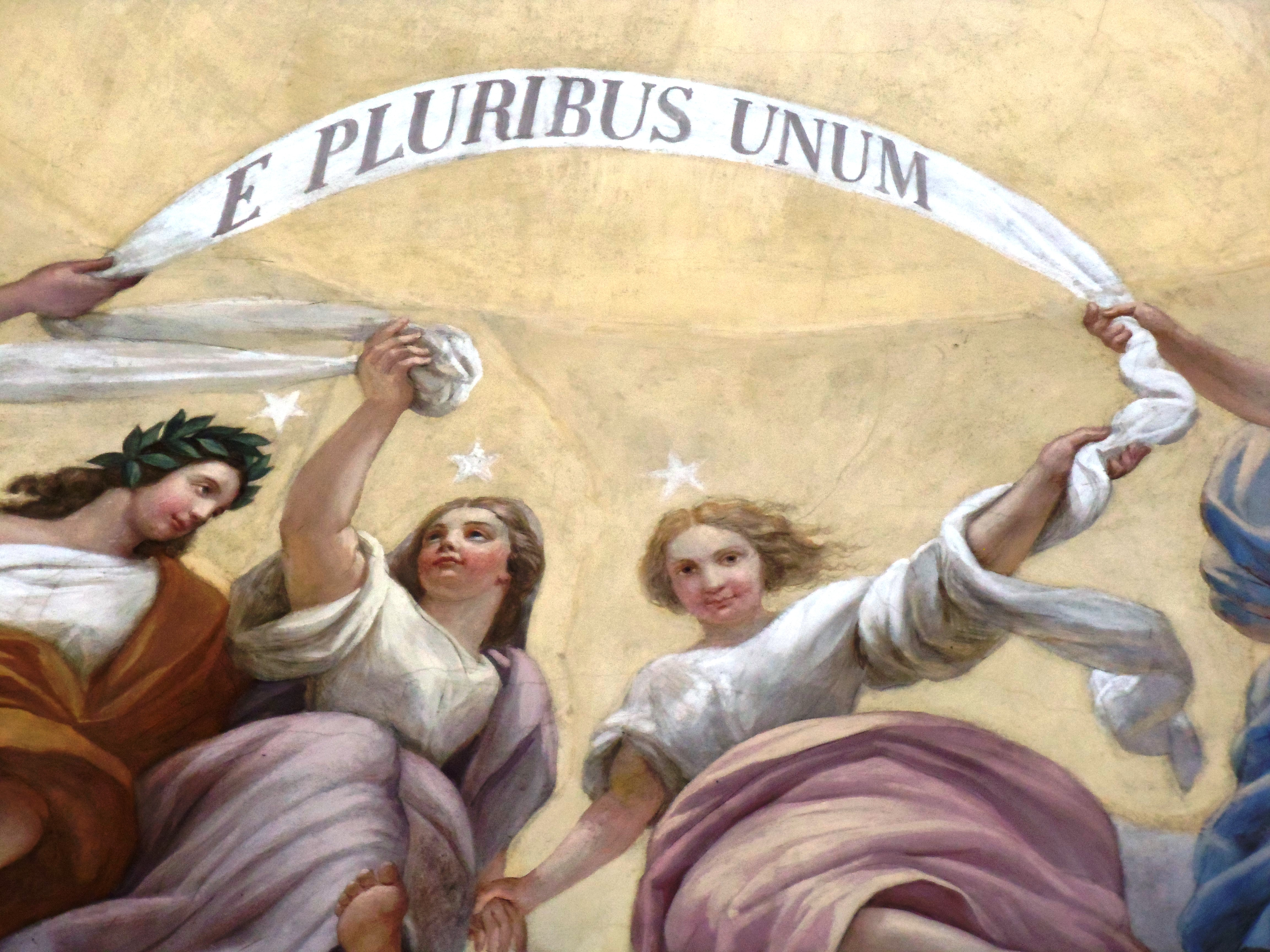
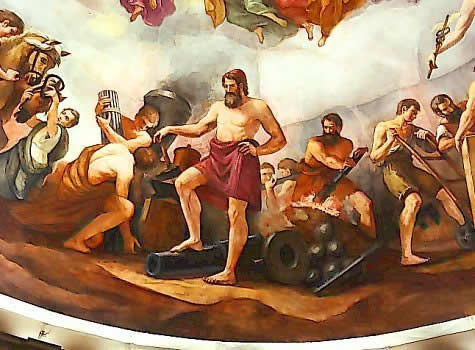

## Зображення Бенджаміна Франкліна роботи Бруміді в Капітолії

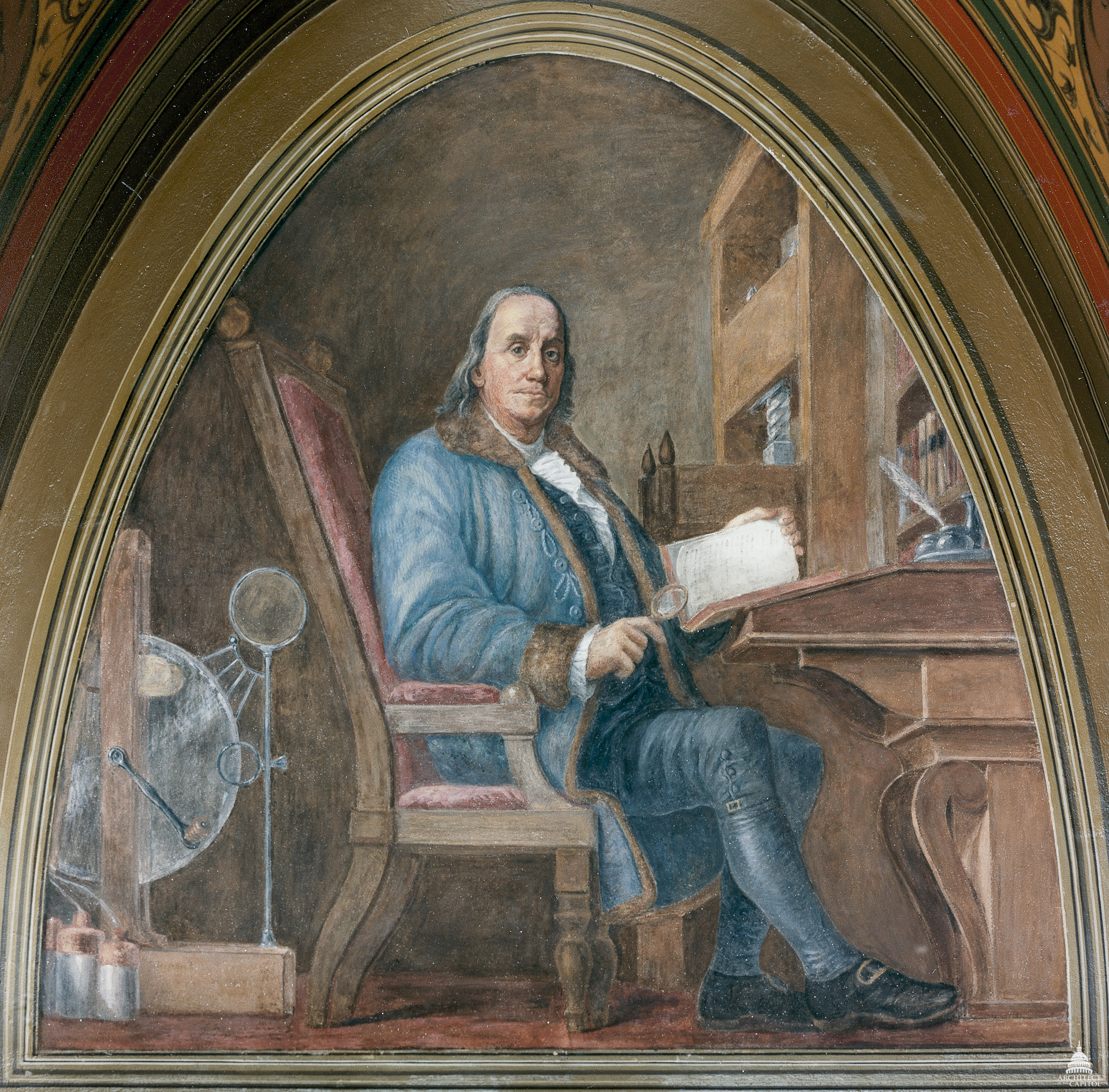
Константин Бруміді. Портрет Бенджамина Франкліна як науковця, Капітолій, Вашингтон

Абсолютно протилежним був підхід до зображення Бенджаміна Франкліна у Бруміді, адже Франклін ніколи не був президентом Сполучених Штатів. Франклін не належав до аристократів і мав просте походження. Він вибудував себе сам як вибудовували тоді вітрильники, зміг стати просвітником, дипломатом, відомим науковцем, політиком, авторитетним державним діячем. Поряд з ним не було жодних алегорій. Вони не дуже були й потрібні в зображенні кабінету, де він працював, в інтер'єрі прагматичному, функціональному, зручному для роздумів і пошуків чогось нового в науці, в суспільному устрої тощо. Бруміді був тут надзвичайно старанним навіть в портретному відтворенні обличчя Франкліна, не забувши і про значущість його особи в історії.

## Вибрані твори

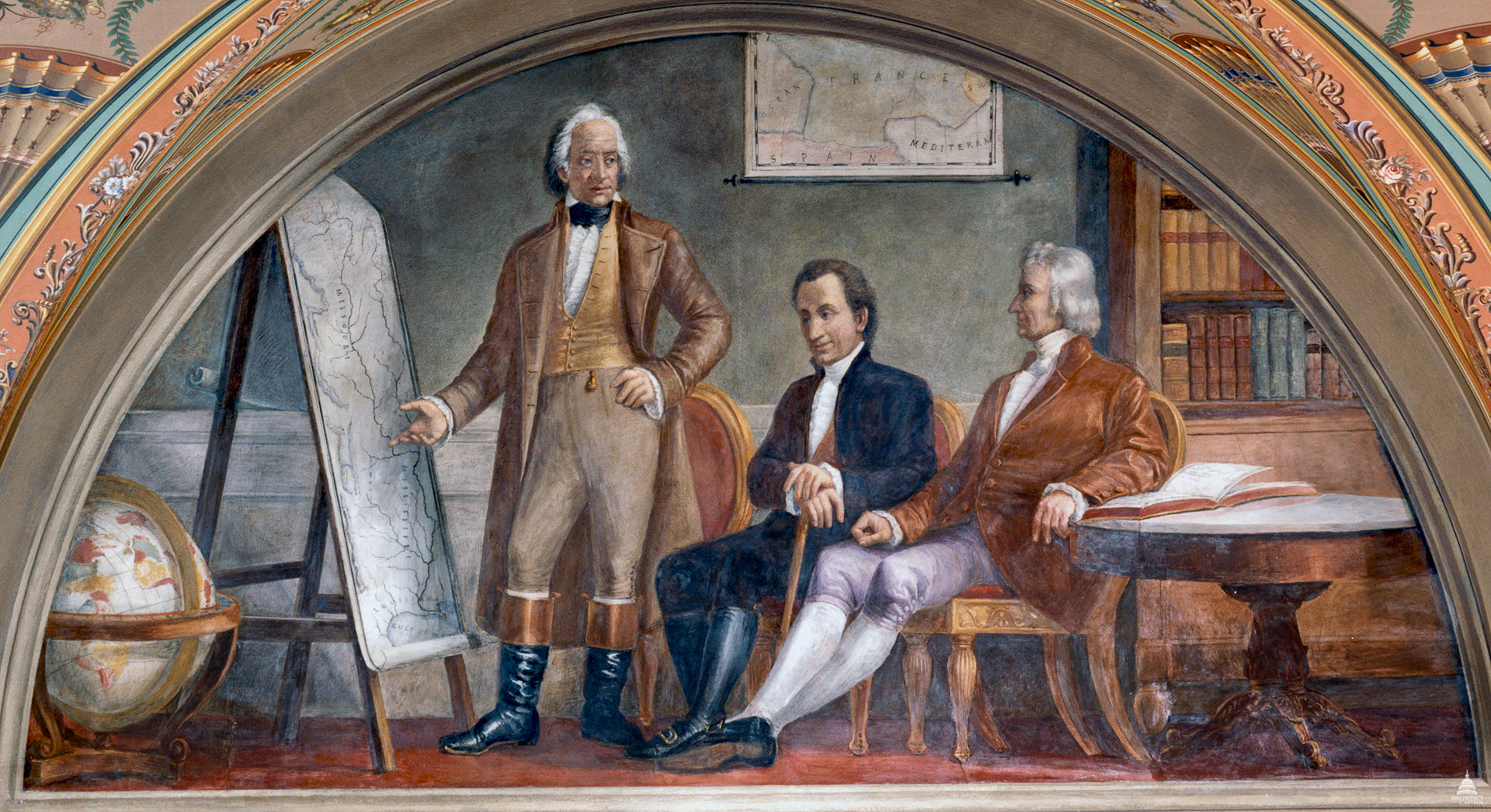
Константин Бруміді. Угода про продаж Луїзіани, Капітолій, Вашингтон

- Портрет Президента США Джорджа Вашингтона (посмертний), овал
- Портрет Сусанни Пікерін Беміс, бл. 1852,
- Портрет Бенджаміна Франкліна як науковця, Капітолій, Вашингтон

## Галерея

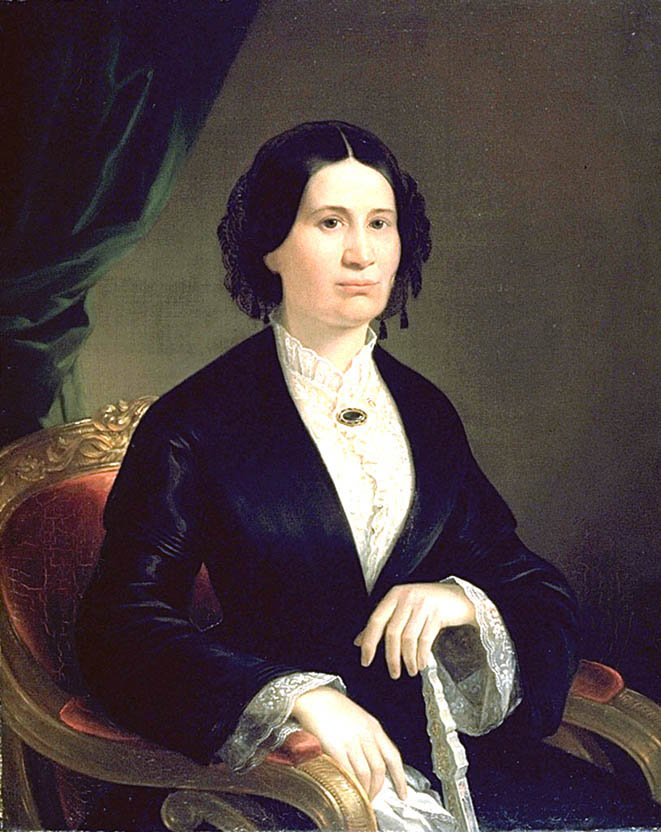
К. Бруміді. Портрет Сусанни Пікерін Беміс, бл. 1852, Смітсоніанський музей американського мистецтва
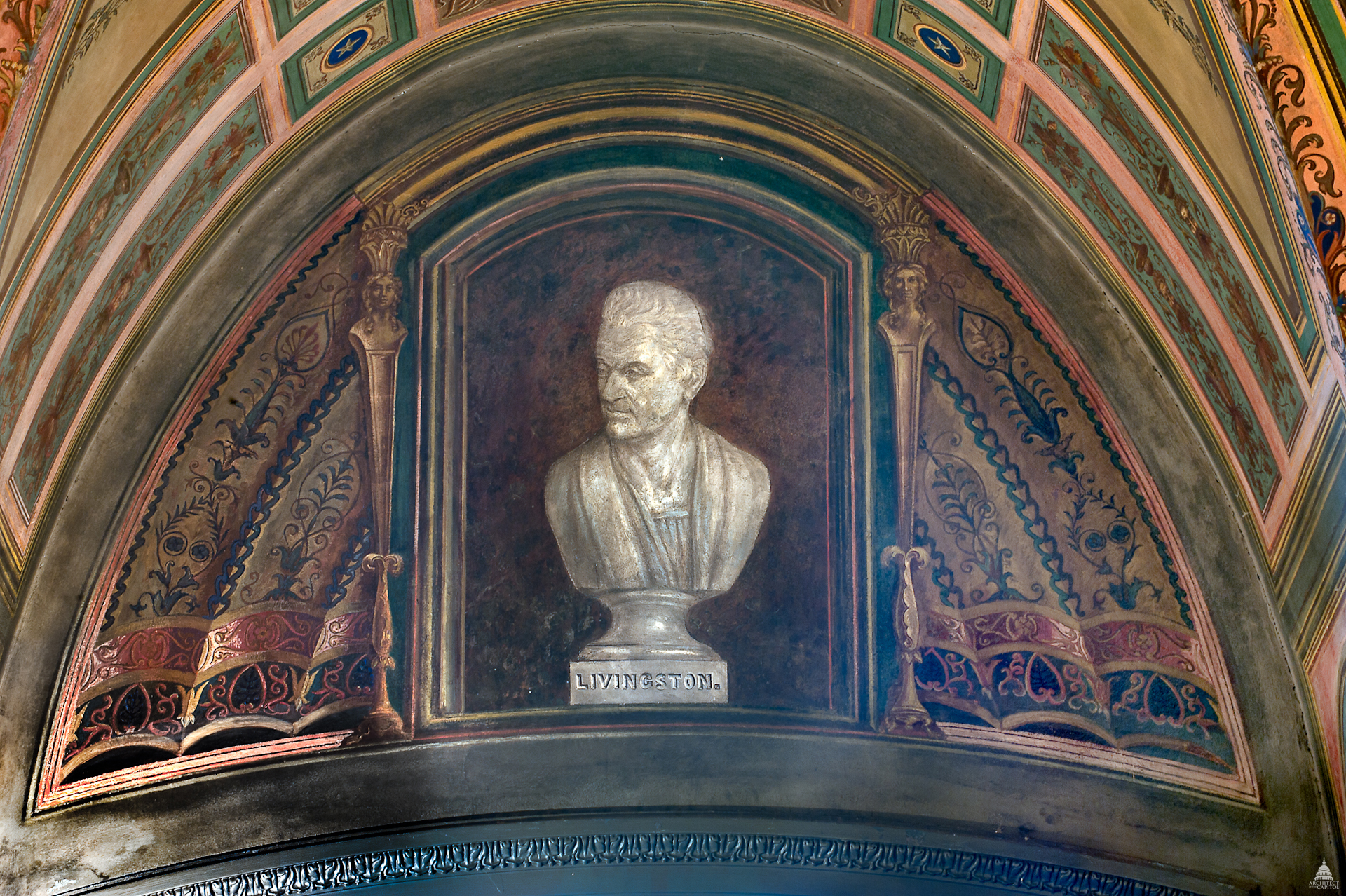
К. Бруміді.  Погруддя канцлера Роберта Лівінстона
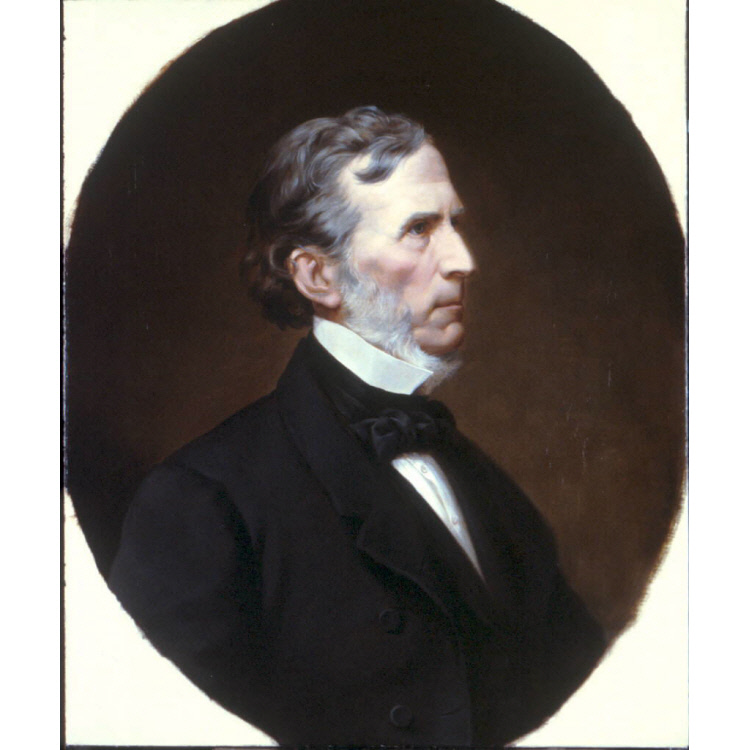
К. Бруміді.  Портрет Вільяма Пітта Фессендера, Національна портретна галерея США
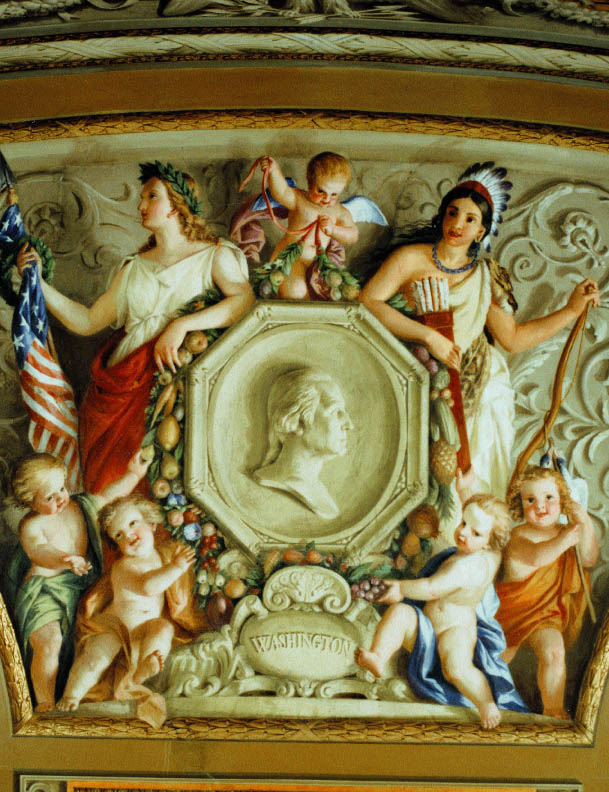
К. Бруміді. Рельєф з портретом президента СШа Джорджа Вашингтон в оточенні алегорії Сполучених Штатів з прапором та Індіани з пір'ям.